# Alena Sidko
Alena Viktorovna Sidko (russe : Алёна Ви́кторовна Сидько́), née le 20 septembre 1979, est une fondeuse russe. 

## Biographie
Elle débute en Coupe du monde en 1999 et remporte son premier podium individuel (2e place) le 25 octobre 2003 à Düsseldorf. Après avoir gagné sa première course de Coupe du monde à l'occasion du sprint de Nové Město na Moravě en décembre 2005, elle remporte la médaille de bronze dans cette discipline aux Jeux olympiques de Turin 2006.
Contrôlée positive pour dopage à l'EPO lors d'une course disputée en décembre 2009 en Russie, la Fédération russe de ski la suspend deux ans de toute compétition en février 2010.

## Palmarès

### Jeux olympiques
| Épreuve / Édition  | Turin 2006 |
| Sprint             | Bronze     |
| Sprint par équipes | 6e         |

### Championnats du monde
- Médaille de bronze du sprint par équipes aux Championnats du monde 2005 à Oberstdorf.

### Coupe du monde
- Meilleur classement général : 20e en 2004
  - Meilleur classement en sprint : 15e en 2003
- 8 podiums dans des épreuves de Coupe de monde : 
  - 6 podiums en épreuve par équipes dont trois deuxièmes positions
  - 2 podiums en épreuve individuelle dont : 1 victoire

 Dernière mise à jour le 7 janvier 2010 

#### Détail de la victoire
| Édition / Épreuve | Sprint libre         |
| 2006              | Nové Město na Moravě |